# Rio Falcău (Suceava)
O Rio Falcău é um rio da Romênia, afluente do Suceava, localizado no distrito de Suceava.